# Harald Raage
Harald Raage, egentlig Harald Andreas Theodor Hansen Larsen (28. december 1883 i København – 7. december 1951 sammesteds), var en dansk forfatter med stærke fascistiske sympatier.
Han var søn af tømrersvend Harald Carl Larsen (1859-1919) og Alvilda Eleonora Hansen (1856-1923).
Igennem 1920'erne og begyndelsen af 1930'erne så han med meget stor sympati på Mussolinis og Hitlers politiske succes. Herom vidner bl.a. Raages medarbejderskab ved det fascistiske tidsskrift Tidens Tolk i midten af tyverne og en række af bidrag til det nationalsocialistiske kampblad National-Socialisten årgang 1934.
Stærkest i sin fascistiske tendens er den berygtede roman Svamp fra 1934, omend der i forskningen ikke hersker fuld enighed om romanens ideologiske beskaffenhed og Raages eget forhold til den. – Ole Ravn skriver generelt om Harald Raages senere romaner, at de ganske enkelt er "det mest konsekvent gennemførte skønlitterære udtryk for en fuldt udarbejdet fascistisk ideologi i den danske mellemkrigslitteratur", men tilføjer, at "Raages eget forhold til fascismen og nationalsocialismen var til gengæld mere kompliceret". – Peter Paludan Seedorff mener derimod, at i romanen Svamp er Raage "langt fra konsekvent i sin fascisme; her udtrykkes således både stor sympati for afvigeren og i et vist omfang også for socialismen."
1912 modtog han Carl Møllers Legat.

## Værker
- Forhistorie. Barnet Dag Hrude (1905, 1. del af romantrilogien om Dag Hrude)
- Dag Hrude. Fortælling (1906, 2. del af romantrilogien om Dag Hrude)
- Fru Berete. En Kærligheds-Krønike (1906)
- Vibeke Daaes Juleaften (1906, roman)
- Golgatha (1908, roman)
- Frilufts-Liv (1910, jagtfortællinger, skitser, digt)
- Arabella (1910, roman)
- Ungdoms Kamp. Fortælling (1911, 3. del af romantrilogien om Dag Hrude)
- Ungdom (1911, noveller)
- Delfinen. Syner fra vor næste Krig (1912, roman)
- Hjerter-Fri (1913, roman)
- Opal-Armbaandet. Novelle (1917)

- Venustoget i Norden. Detailler fra de to sidste Krigsaar (1918, roman)
- Palais Erotica. Venustoget i Norden’s 2. Del. Roman (1919)
- Frøken Gudruns muntre Meriter. 3. og sidste Del af Venustoget i Norden (1919)
- Narrebjelder (1919, digte)
- Det forraadte Danmark. En Fortælling fra de to Sygers Tid (1920)
- Clara-Judiths Sjælesørger (1920, novelle)
- Frøken Violets Forlovelser (1921, roman)
- Kjöpenhamn vid natt. Modern skildring (1922, udg. på svensk under pseud. Greve G.)
- Hotel Tre Løver (1922, roman)
- Gadens Roman (1922)
- Det gyldne Blændværk. Kjøbenhavnerroman (1923)
- Friluftsfærd. Jagt, Hunde, Vandringer (1923, fortællinger og skitser)
- Forstadens Børn (1926, novelle)
- Svamp (1934, roman)
- Sven Tveskæg erobrer England (1946, roman)
- Hunde, Heste og andre Dyr. 22 Historier (1948)

## Eksterne kilder og henvisninger
- Harald Raage på Litteraturpriser.dk